# Освальд, Ли Харви
Ли Ха́рви О́свальд (англ. Lee Harvey Oswald; 18 октября 1939, Новый Орлеан, Луизиана, США — 24 ноября 1963, Даллас, Техас, США) — единственный официальный подозреваемый в убийстве американского президента Джона Кеннеди. Хотя выводы Комиссии Уоррена называют его убийцей, по закону США умерший не может быть судим.
Бывший морской пехотинец США, некоторое время живший (октябрь 1959 — июнь 1962) в Советском Союзе, Освальд был первоначально арестован за убийство полицейского примерно через 40 минут после того, как был застрелен Кеннеди. Подозреваемый также в убийстве Кеннеди, Освальд отрицал свою причастность к обоим убийствам. Два дня спустя, во время перевода из полицейского управления в окружную тюрьму, Освальд был застрелен владельцем ночного клуба Джеком Руби. Это убийство попало в телевизионный репортаж и было показано в прямом эфире.
Согласно выводам Комиссии Уоррена (1964), Освальд 22 ноября 1963 года совершил три выстрела в машину президента с шестого этажа книжного склада в г. Даллас, штат Техас (в результате которых президент Кеннеди был убит, губернатор Техаса Конналли был тяжело ранен, а один из прохожих получил лёгкое ранение), а через три четверти часа застрелил из револьвера местного полицейского, который остановил его на улице. Согласно выводам комиссии, он «действовал в одиночку и без чьего-либо совета или помощи».

## Биография

### Детство
Освальд родился в Новом Орлеане 18 октября 1939 года, в семье Роберта Эдварда Ли Освальда-старшего (4 марта 1896 — 9 сентября 1939) и Маргариты Фрэнсис Клавье (19 июля 1907 — 17 января 1981). У Освальда было двое братьев — родной Роберт Эдвард Ли Освальд и единоутробный Джон Эдвард Пик.
Отец Освальда умер до рождения сына, и мать растила детей одна. Когда Освальду было два года, мать вынуждена была отправить детей в детский дом на тринадцать месяцев, так как была не в состоянии содержать их.
В Новом Орлеане в октябре 1955 года Освальд оставил учёбу в школе через месяц после поступления в десятый класс и устроился работать клерком в офисе, а затем курьером в Новом Орлеане. Ради продолжения учёбы его семья вернулась в Форт-Уэрт в июле 1956 года, и он был вновь зачислен в 10-й класс в сентябре, но в октябре Освальд снова оставил школу, на этот раз чтобы поступить в Корпус морской пехоты США. Свидетельство об окончании средней школы он так и не получил. До семнадцати лет Освальд проживал в 22 разных местах и поменял 12 школ.
Хотя он с трудом писал связно, он много читал и до 15 лет утверждал, что является марксистом. В своём дневнике он писал: «Я искал своё место в обществе, а затем я открыл для себя социалистическую литературу. Мне пришлось откапывать книги на пыльных полках библиотек». В 16 лет он написал в Социалистическую партию Америки для получения информации о молодёжной социалистической лиге, заявив, что он изучал социалистические принципы более пятнадцати месяцев. Тем не менее, Эдвард Вебель, самый близкий друг Освальда в его период жизни в Новом Орлеане, сказал комиссии Уоррена, что в утверждении, будто Освальд изучал коммунизм, было «много вздора». Вебель сказал, что Освальд часто читал «мусор в мягкой обложке».

### Служба в морской пехоте

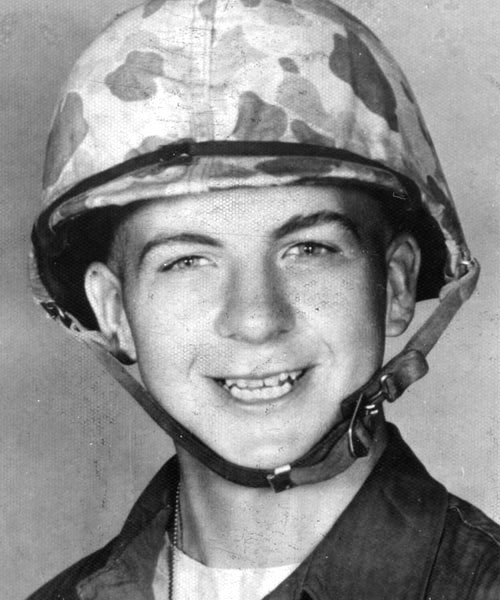
Освальд в морской пехоте

Освальд поступил на службу в Корпус морской пехоты Соединённых Штатов Америки 24 октября 1956 года, через неделю после своего семнадцатилетия. Он боготворил своего старшего брата Роберта, и на фотографии полиции, после его ареста в Далласе, видно, что Ли носит кольцо морских пехотинцев брата. Один из очевидцев свидетельствует комиссии Уоррена, что Освальд поступил на службу, возможно, для того, чтобы оторваться от влияния своей властной матери.
Первоначально Освальд проходил обучение как оператор радиолокационной станции. Закончив обучение седьмым в классе из тридцати человек, в июле 1957 года был направлен на базу Макас Эль Торо, а затем в сентябре на базу военно-морской авиации в Ацуги (Япония) в составе морской эскадрильи Air Control 1.
Как и все морские пехотинцы, Освальд проходил обучение и сдавал экзамен по стрельбе, выбив 212 очков в декабре 1956 года, чуть выше необходимого минимума для квалификации в качестве снайпера. Но в мае 1959 года набрал лишь 191 очко, что было на одно очко больше норматива для «меткого стрелка» («marksman») по шкале «marksman—sharpshooter—expert».
За время службы Освальд трижды попадал под трибунал. Первый раз за то, что прострелил себе локоть из пистолета. Во второй раз — за драку с сержантом он был понижен в звании из рядового первого класса до рядового и заключён в тюрьму. В третий раз был наказан за то, что во время ночного караула на Филиппинах он, по непонятным причинам, выстрелил из винтовки в джунгли.
Сослуживцы называли Освальда «Кролик Оззи» по аналогии с мультипликационным персонажем, а иногда «Освальдскович» (англ. «Oswaldskovich») из-за его просоветских взглядов. В декабре 1958 года он был переведён обратно в Эль-Торо, где в задачи его подразделения входило управление полётами для подготовки солдат и офицеров для службы за рубежом. Служившие там офицеры утверждали, что Освальд был компетентным руководителем группы.
Во время службы в морской пехоте Освальд изучал русский язык. В феврале 1959 года он сдал экзамен на знание письменного и разговорного русского языка. Его знания были оценены как слабые. 11 сентября 1959 года он уволился в запас, ссылаясь на то, что его мать нуждается в помощи.

### В СССР
В октябре 1959 года, незадолго до своего двадцатилетия, Освальд приезжает в Советский Союз. Эта поездка планируется заранее. Он представил несколько фиктивных заявлений в зарубежные университеты с целью получения студенческой визы. Освальд провёл два дня вместе со своей матерью в Форт-Уэрте, а затем 20 сентября отправился на корабле из Нового Орлеана в Гавр (Франция), откуда сразу же переправился в Англию. Приехав в Саутгемптон 9 октября, он сказал таможенным чиновникам, что планирует остаться в Соединённом Королевстве на неделю, прежде чем приступить к учёбе в Швейцарии. Но в тот же день он отправился на самолёте в Хельсинки, где 14 октября получил советскую визу. На следующий день Освальд отправился из Хельсинки на поезде и прибыл в Москву 16 октября.

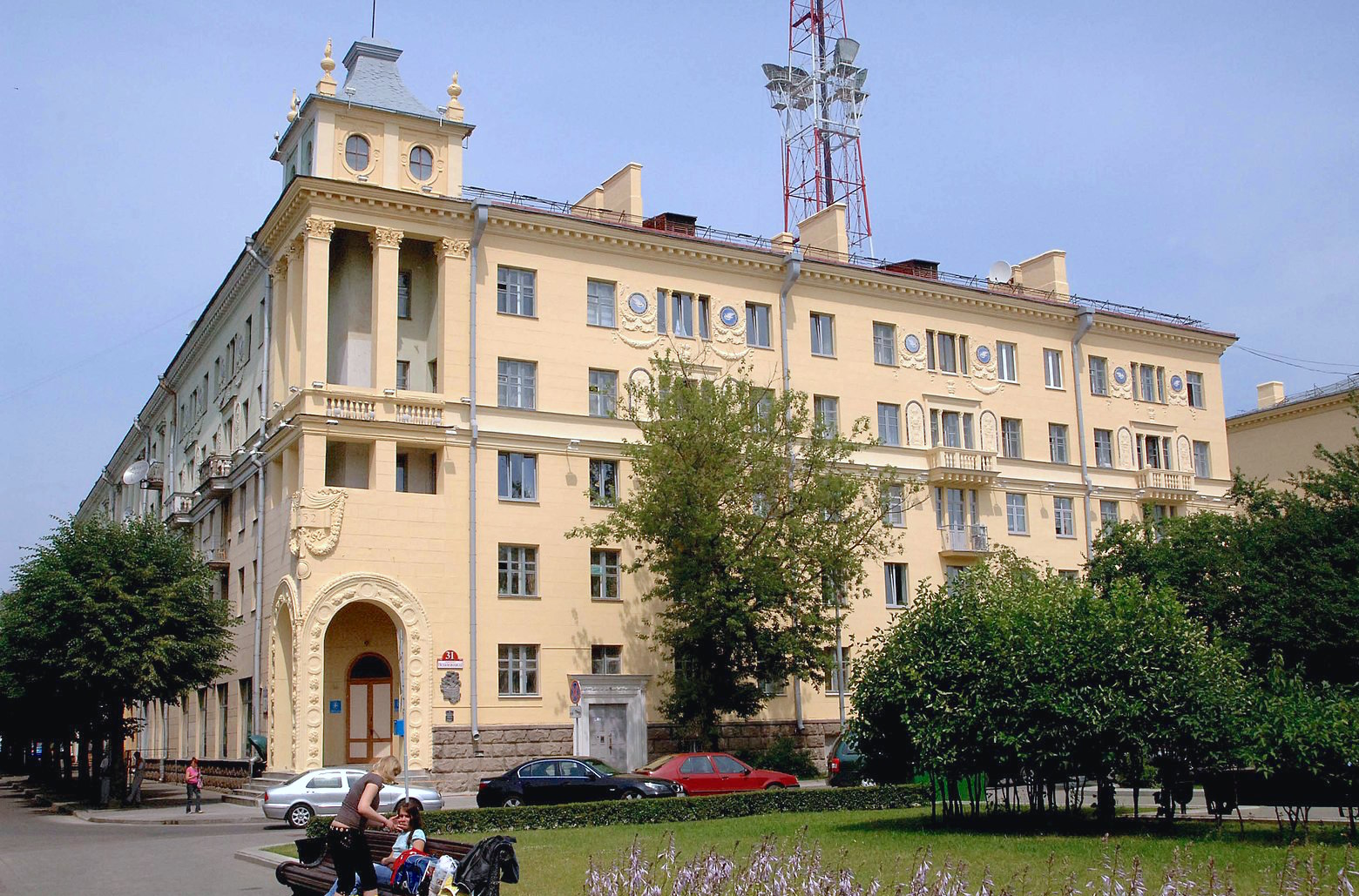
Дом в Минске, в котором жил Освальд

Сразу после прибытия Освальд заявил о своём желании получить советское гражданство, но 21 октября его ходатайство было отклонено. Тогда Освальд вскрыл вены на левой руке в ванне своего гостиничного номера, после чего был помещён в психиатрическую больницу.
31 октября Освальд явился в посольство США в Москве, заявив, что желает отказаться от американского гражданства. О бегстве морского пехотинца США в Советский Союз было сообщено на первой полосе Ассошиэйтед Пресс и в других газетах в 1959 году.
Освальд хотел учиться в МГУ, но его направили в Минск работать токарем на «Минский радиозавод имени Ленина», занимающийся производством бытовой и военно-космической электроники. Он получал увеличенный оклад и пособие, всего около 700 рублей в месяц (в 5 раз больше, чем обычные рабочие на предприятии), в марте 1960 года получил меблированную однокомнатную квартиру в престижном доме по адресу: улица Калинина, 4, квартира 24 (с 1961 г. — улица Коммунистическая), но при этом находился под постоянным наблюдением. По месту работы его активно обучал русскому языку и курировал тогда ещё старший инженер С. С. Шушкевич (впоследствии — председатель Верховного Совета Республики Беларусь, подписавший в 1991 году Беловежские соглашения, констатировавшие распад СССР).

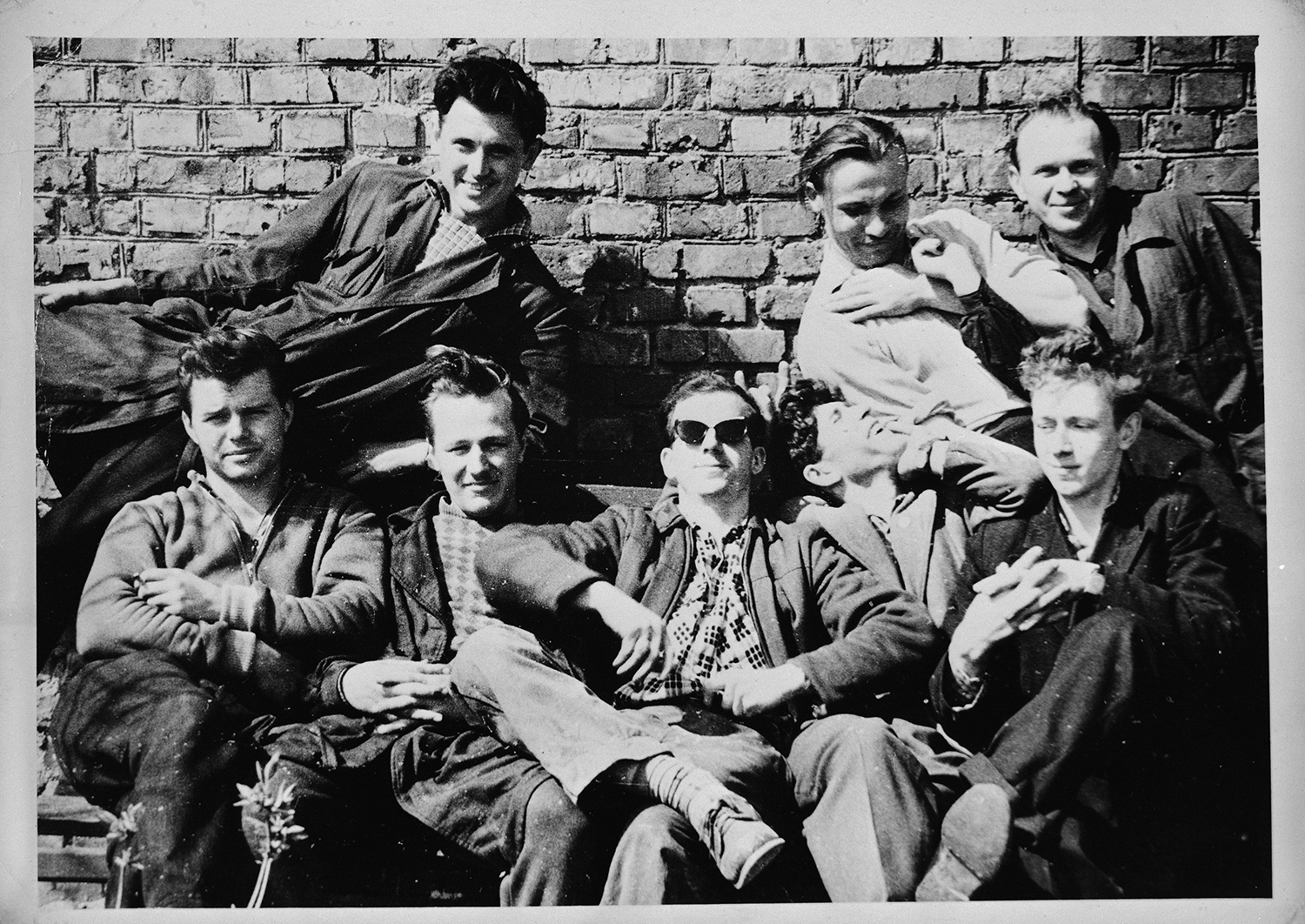
Ли Харви Освальд (в чёрных очках), Станислав Шушкевич (справа сверху), сотрудники минского радиозавода. 1960 год.

Через некоторое время Освальду стало скучно в Минске. В январе 1961 года он пишет в своём дневнике: «Я начинаю пересматривать своё желание остаться. Работа серая, деньги негде тратить, нет ночных клубов и боулинга, нет мест отдыха, кроме профсоюзных танцев. С меня достаточно». Вскоре после этого Освальд (который официально не отказался от гражданства США) написал в посольство США в Москве запрос на возвращение его американского паспорта и предложение вернуться в США, если обвинения против него будут сняты.
В марте 1961 года Освальд познакомился с 19-летней студенткой Мариной Николаевной Прусаковой, и менее чем через шесть недель они поженились. 15 февраля 1962 года у Освальда и Марины родилась дочь Джун. 24 мая 1962 года Освальд и Марина получают в посольстве США в Москве документы, позволяющие ей эмигрировать в США, после чего Освальд, Марина и их маленькая дочь покинули Советский Союз.

### В Далласе
После возвращения в Америку Освальд с семьёй поселился в метроплексе Даллас/Форт-Уэрт, недалеко от матери и брата Роберта, и начал писать мемуары о жизни в Советском Союзе. Хотя он в конце концов отказался от этого проекта, в поисках материалов он познакомился с русскими эмигрантами в этом районе. В своих показаниях комиссии Уоррена Александр Клейнлерер сказал, что русские эмигранты сочувствовали Марине, Освальда же просто терпели, так как считали его грубым и высокомерным.
Хотя русские эмигранты прекратили общаться с Мариной, Освальды подружились с 51-летним русским эмигрантом Джорджем де Мореншильдом, хорошо образованным геологом-нефтяником. Уроженец России, де Мореншильд сообщил Комиссии Уоррена, что Освальд «… замечательно владел русским языком». Марина в то же время подружилась с двумя квакерами: Рут Пэйн, которая пыталась учить русский язык, и её мужем Михаилом, который работал в «Bell Helicopter». Рут Пэйн утверждала, что она впервые встретилась с Освальдами на вечеринке, устроенной Джорджем де Мореншильдом.

### В Новом Орлеане

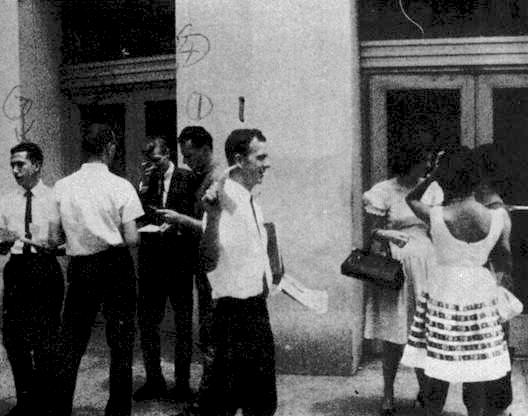
Освальд раздаёт листовки на улицах Нового Орлеана. 16 августа 1963

24 апреля 1963 года Освальд приехал в Новый Орлеан и устроился на работу в Reily Coffee Company, владелец которой, Уильям Рейли, был членом организации Crusade to Free Cuba Committee, выступающей против режима Кастро. Освальд работал смазчиком на «Reily», но был уволен в июле, «потому что его… работа не была удовлетворительной и потому, что он проводил слишком много времени, слоняясь в гараже по соседству, где он читал журналы об оружии и охоте».
26 мая Освальд написал письмо в Нью-Йоркскую штаб-квартиру «Комитета за справедливую политику по отношению к Кубе» (Fair Play for Cuba Committee), выступавшего в поддержку Кубинской революции, в котором предложил взять в аренду за свой счёт небольшой офис, с целью формирования филиала FPCC в Новом Орлеане. В ответе, который Освальд получил через три дня, ему не рекомендовали открывать офис, «по крайней мере не … в самом начале». В последующем письме Освальд ответил: «Несмотря на ваш совет, я решил открыть офис сразу».
Будучи единственным членом новоорлеанской ячейки FPCC, Освальд в местной типографии напечатал 500 анкет, 300 членских билетов и 1000 листовок с заголовком «Руки прочь от Кубы». По словам Марины, Ли сказал ей подписать его членский билет именем «A.J. Hidell».
5 и 6 августа Освальд посетил магазин кубинского эмигранта Карлоса Бронье. Бронье был делегатом Революционного Студенческого Директората (DRE), организации, выступающей против режима Фиделя Кастро. Позже Бронье рассказал комиссии Уоррена, что он считал, что целью посещений Освальда было внедрение в его группу. 9 августа Освальд в центре Нового Орлеана раздавал листовки в поддержку Кастро. Бронье столкнулся с Освальдом, утверждая, что он уведомлен о листовках Освальда от друга. Завязалась драка, и Освальд, Бронье и два друга Бронье были арестованы за нарушение общественного порядка. Перед тем как покинуть полицейский участок, Освальд захотел поговорить с агентом ФБР. Приехавший агент Джон Куигли более часа беседовал с Освальдом.
Одна из листовок Освальда с его собственноручной пометкой была отправлена с адреса «544 Камп Стрит». Этот адрес находился в Здании «Ньюмен Билдинг», в котором с октября 1961 по февраль 1962 года размещался радикальный Кубинский революционный совет. В том же здании находилось частное детективное агентство Гая Банистера, бывшего агента ФБР. Агентство Банистера занималось расследованием деятельности выступающих против Кастро организаций в районе Нового Орлеана. В сентябре 1960 года ЦРУ рассматривало возможность использования агентства Гая Банистера для внешней разведки.
В конце 1970-х годов Специальный комитет по терроризму исследовал возможную связь Освальда и агентства Банистера. Хотя Комитет не смог допросить Гая Банистера, так как он умер в 1964 году, комитет допросил его брата Росса. Росс сказал Комитету, что его брат неоднократно говорил об Освальде и его листовках. Росс предположил, что Освальд использовал адрес «544 Камп Стрит» для отправки листовок, чтобы спровоцировать Гая.
Секретарь Гая Банистера, Дельфина Робертс, рассказывала писателю Энтони Саммерсу, что она видела Освальда в офисе Банистера, когда он заполнял одну из анкет агентов. Она утверждала, что Освальд неоднократно приходил в офис. Он, казалось, был знаком с Банистером. Специальный комитет по терроризму изучил показания Робертс и установил, что из-за противоречий в её показаниях и отсутствия независимых подтверждений достоверность её заявлений не может быть установлена.
Деятельность Освальда в середине 1963 года в Новом Орлеане была позже изучена окружным прокурором Нового Орлеана Джимом Гаррисоном как часть его расследования по делу Клея Шоу в 1969 году. Гаррисона особенно интересовал соратник Гая Банистера — человек по имени Дэвид Ферри — и его возможная связь с Освальдом, от которой сам Ферри отказывался. Ферри умер до того, как Гаррисон завершил своё расследование. Шоу, обвинённый в заговоре с целью убийства Джона Кеннеди, был признан невиновным.

### В Мексике
Подруга Марины, Рут Пэйн, отвезла Марину с ребёнком на машине из Нового Орлеана в свой дом в Ирвинге, штат Техас, недалеко от Далласа, 23 сентября 1963 года. Освальд остался в Новом Орлеане, по крайней мере, ещё на два дня, чтобы получить чек по безработице. Через некоторое время вместо Далласа он поехал на автобусе в Хьюстон, откуда отправился в Мексику. По дороге он рассказывал другим пассажирам, что планирует поездку на Кубу. В Мехико он обратился за транзитной визой в посольство Кубы, утверждая, что желает посетить Кубу на обратном пути в Советский Союз. Кубинские чиновники настаивали на предварительном одобрении со стороны советского посольства.
Освальд обратился в советское посольство в Мексике и попросил предоставить убежище. Разведчик КГБ под прикрытием Николай Леонов, который, как он утверждает, беседовал с Освальдом, впоследствии вспоминал:

Передо мной предстал очень худой, я бы даже сказал, истощённый человек с бегающими, нервными глазами и болезненно трясущимися руками. Освальд пожаловался, что после возвращения в Соединённые Штаты из СССР, где он работал на автомобильном заводе в Минске, его постоянно преследуют неизвестные лица и организации. Я предложил ему написать заявление в Президиум Верховного Совета: он испортил полдюжины листов бумаги, и несмотря на то, что я практически диктовал ему текст письма, он так и не смог завершить его. У него так тряслись руки, что он рвал пером бумагу, и, в конце концов, плюнул на всё, назвал советских дипломатов бюрократами и бездушными людьми, заявил, что не может ждать четыре месяца, необходимые для рассмотрения его документов, и пойдёт в кубинское посольство. Освальд всё время говорил, что за ним следят, и поэтому он был вынужден приобрести револьвер. Он продемонстрировал его мне, открыл барабан, и вдруг из него высыпались патроны. Мы с ним вдвоём на четвереньках собирали их, чтобы вновь заложить в барабан. И вот через некоторое время я узнаю́, что этот человек убил американского президента. Думаю, он был физически на это не способен. Чтобы выстрелить из снайперской винтовки на расстояние 200—300 метров, нужно иметь хорошие спортивные данные и железные нервы. Ни того, ни другого у него не было.

Другой советский разведчик, работавший под прикрытием должности сотрудника консульского отдела Олег Нечипоренко, который, как он утверждает, также беседовал с Освальдом, описал эту беседу несколько иным образом.
Пять дней Освальд курсировал между консульствами, добиваясь получения визы. В конце концов кубинский консул отклонил запрос, сказав, что такой человек, как Освальд, вместо оказания помощи Кубинской революции приносит только вред.

### Возвращение в Даллас
В октябре 1963 года соседка Освальда Рут Пэйн сообщила, что на книжном складе, где работает её сын Уэсли Фрейзер, имеется вакансия, и 16 октября, после собеседования, Освальд приступил к работе. Всю неделю Освальд жил в Далласе на съёмной квартире, а на выходные ездил к семье в Ирвинг. Поскольку сам Освальд машину не водил, то по понедельникам и пятницам ездил с Уэсли Фрейзером.
20 октября в семье Освальдов родилась вторая дочь.

## Покушение на генерала Уокера
Марина Освальд сообщила комиссии Уоррена, что Ли Харви Освальд признался ей в ночь на 10 апреля 1963 года, что он стрелял в генерала Эдвина Уокера и в тот же вечер спрятал винтовку.
Комиссия Уоррена пришла к выводу, что 10 апреля 1963 года Освальд попытался убить генерал-майора в отставке Эдвина Уокера, ярого антикоммуниста, сторонника сегрегации и члена «Общества Джона Бёрча». В 1961 году Уокер был отстранён от командования 24-й дивизией американской армии в Западной Германии за распространение правой литературы в своих войсках.
В дальнейшем Уокер резко выступал против расовой интеграции в университете штата Миссисипи, что привело к его аресту. Он был помещён в психиатрическую больницу по приказу брата президента Кеннеди, генерального прокурора Роберта Кеннеди, но большое жюри отказалось обвинять его. Жена Освальда, Марина, рассказала комиссии Уоррена, что Освальд считал Уокера лидером «фашистской организации».
В марте 1963 года Освальд заказал по почте винтовку «Carcano» калибра 6,5 мм, используя псевдоним «А. Хиделл». Таким же способом он приобрёл револьвер «Smith & Wesson» Model 10, калибра .38.
Комиссия Уоррена пришла к выводу, что Освальд стрелял в Уокера через окно с расстояния менее 30 метров, в то время как генерал сидел за столом в своём доме; пуля попала в оконную раму, а её фрагменты ранили Уокера в предплечье. Марина сообщила комиссии Уоррена, что Освальд сказал ей, что он стрелял в Уокера. Специальный комитет по терроризму США заявил, что «настоятельно рекомендуется представить доказательства», что именно Освальд осуществлял стрельбу.
До убийства Кеннеди в Далласе у полиции не было подозреваемых по делу о стрельбе в Уокера, но подозрение пало на Освальда через несколько часов после его ареста. Пуля, ранившая Уокера, была слишком деформирована для проведения баллистической экспертизы, но нейтронно-активационный анализ позже показал, что она, «весьма вероятно», сделана тем же производителем и выпущена из той же винтовки, что и те две пули, которые позже поразили Кеннеди.

## Убийство Кеннеди и Типпита

### Накануне
В ноябре 1963 года агенты ФБР в то время, когда Ли Харви отсутствовал, дважды посещали семью Пейна для получения информации о Марине, которую подозревали в том, что она — советский агент. Примерно за неделю до визита Кеннеди, Освальд посетил отделение ФБР в Далласе, чтобы встретиться со специальным агентом Джеймсом Хости, но поскольку Хости не было на месте, Освальд оставил ему записку следующего содержания: «Пусть это будет предупреждением: я взорву ФБР и Департамент полиции Далласа, если не прекратите беспокоить мою жену. Подпись: Ли Харви Освальд». Мнения насчёт содержания записки разделились — пригрозил ли Освальд «взорвать ФБР» или просто «сообщить об этом в вышестоящие инстанции». Хости сообщил, что в записке говорилось: «Если вы что-нибудь хотите узнать обо мне, приходите поговорить со мной напрямую. Если вы не перестанете беспокоить мою жену, я приму меры и сообщу об этом в соответствующие органы».
По словам агента ФБР Джеймса Хости, через два дня после убийства руководитель секретариата отделения ФБР в Далласе Дж. Гордон Шанклин приказал уничтожить записку, оставленную Освальдом. Но в своих показаниях перед комиссией Уоррена Шанклин утверждал, что не давал такого распоряжения, и сообщил, что ничего не слышал о такой записке. ФБР признало, что показания Хости и Шанклина противоречили друг другу, но это дело расследоваться дальше не будет.

### Убийство

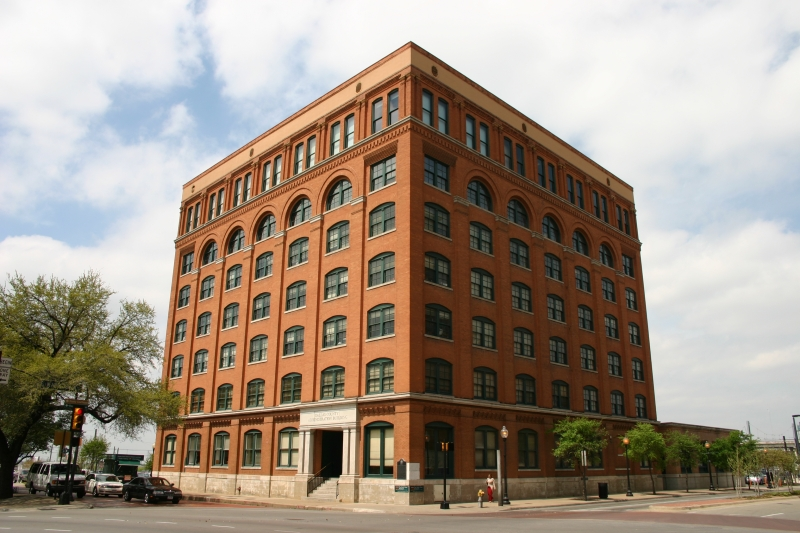
Здание книжного склада, в котором работал Ли Харви Освальд

За несколько дней до прибытия Кеннеди в нескольких газетах был описан маршрут проезда президентского кортежа, в том числе было указано, что он будет проходить мимо книжного склада, в котором работал Освальд. 21 ноября (четверг) Освальд попросил Фрейзера съездить в Ирвинг, что было необычно в середине недели, заявив, что он забыл забрать карнизы для своей съёмной квартиры. На следующее утро в пятницу он вернулся в Даллас с Фрейзером. Дома он оставил 170 долларов и обручальное кольцо, но взял с собой длинный бумажный мешок. Коллега Освальда Чарльз Гивенс сообщил, что он видел Освальда на шестом этаже склада в 11:55, за 35 минут до убийства.

### Позиция обвиняемого
По данным ряда правительственных расследований, в том числе комиссии Уоррена, около 12:30 22 ноября, когда кортеж Кеннеди проезжал по Дили-плаза, Освальд трижды выстрелил из винтовки с шестого этажа, из окна в юго-восточном углу склада школьных учебников, убив президента и серьёзно ранив губернатора Техаса Джона Конналли. Когда через 15—20 минут после убийства полицейские прибыли на шестой этаж здания, угловое окно было наполовину приоткрыто. Место стрельбы в углу помещения было отгорожено стенкой из картонных коробок из-под книг, чтобы снайпер смог спокойно действовать незамеченным случайными свидетелями. Такие же коробки были, по мнению специалистов, использованы как опора для стрелка, поскольку угол прицеливания очень крутой, иначе для первого выстрела стрелок должен почти стоять у окна. Освальд действовал крайне практично, он не стрелял из самой выгодной позиции — пока лимузин двигался прямо на стрелка и когда делал поворот. Он подождал, пока эскорт начнёт удаляться по Элм Стрит. Таким образом, сотрудники безопасности не увидели ствола винтовки в окне, агенты смотрят в основном вперёд и в стороны, а остающееся позади пространство считается проверенным. Дистанция стрельбы была короткой — 80 м.
По данным следствия, сразу после выстрелов Освальд прошёл через весь этаж от места стрельбы, где остались гильзы, и спрятал винтовку за картонными коробками непосредственно перед выходом. Затем он спустился по задней лестнице. Полицейские прочёсывали этаж за этажом, готовые к перестрелке, но только один полицейский встретил Освальда. Через полторы минуты после стрельбы на втором этаже в столовой Освальд столкнулся с полицейским Маррионом Бейкером в сопровождении начальника Освальда, Роя Трулли. Бейкер отпустил Освальда после того, как Трулли опознал его как своего работника. (Бейкер первоначально написал в своём заявлении в ФБР, что Освальд «пил кока-колу». Затем он изменил свою историю и не упомянул о кока-коле в своих показаниях комиссии Уоррена). Освальд вышел со склада через главный вход перед тем, как полиция заблокировала его. Руководитель Освальда, Рой Трулли, позже указал офицерам полиции, что Освальд был единственным сотрудником, который пропал. Сейчас в этом здании действует музей — Sixth Floor-museum, где сохраняется обстановка трагического дня.
Около 12:40 Освальд сел на автобус, но вышел, не доезжая двух кварталов до места жительства. Затем он сел на такси и примерно в 13:00 приехал домой. По словам его экономки Робертс, он сразу же быстро отправился в свою комнату. Робертс утверждала, что Освальд вышел через несколько минут уже в пиджаке, которого на нём не было, когда он вошёл. Последний раз она видела Освальда стоящим на автобусной остановке.
Освальд был замечен свидетелем недалеко от перекрёстка Восточной 10-й улицы и Северной Паттон-авеню, на расстоянии около 1,4 километра к юго-востоку от дома, где он жил. По данным комиссии Уоррена, Освальд был остановлен патрульным полицейским Типпитом, беседовавшим с ним через окно машины. Между 13:11 и 13:14 Типпит стал выходить из своего автомобиля и сразу же был убит четырьмя выстрелами. Многочисленные свидетели слышали выстрелы и видели уходящего человека с револьвером. На месте происшествия были обнаружены четыре гильзы, по заключению экспертов (составленному ещё до работы комиссии Уоррена), извлечённые из револьвера, позже найденного у Освальда. Тем не менее, пули, извлечённые из тела Типпита, не были идентифицированы как выпущенные из револьвера Освальда.

### Арест
Менеджер магазина Джонни Брюер сообщил, что спустя несколько минут он увидел Освальда, прячущегося в нише у входа в магазин. Посчитав его действия подозрительными, Брюэр проследил за ним и заметил, как Освальд прошёл по улице и проник в находящийся рядом кинотеатр Texas Theatre, не заплатив за вход. Он сообщил об этом контролёру кинотеатра, который позвонил в полицию примерно в 13:40.
Когда приехала полиция, Брюер опознал его, и Освальд вышел сдаться со словами: «Ну всё, это конец», а затем ударил офицера. После борьбы он был разоружён. Когда его выводили из кинотеатра, Освальд крикнул, что он — жертва жестокости полиции.
Около 2 часов пополудни Освальд был доставлен в здание департамента полиции, где был допрошен детективом Джимом Лавелом по делу об убийстве полицейского Типпита. Когда капитан Д. Уилл Фриц услышал имя Освальда, он сказал, что это сотрудник книжного склада, объявленный пропавшим без вести и подозреваемый в убийстве Кеннеди. Освальд был арестован; ему было предъявлено обвинение в обоих убийствах.
Вскоре после своего ареста Освальд, встретившись с журналистами в коридоре, заявил: «Я ни в кого не стрелял. <…> Меня задержали, потому что я жил в Советском Союзе. Я просто козёл отпущения!» (англ. They’re taking me in because of the fact I lived in the Soviet Union. I’m just a patsy!) Позже, на пресс-конференции, журналист спросил: «Вы убили президента?». Освальд, которому к этому времени уже было предъявлено обвинение в убийстве Типпита, но ещё не предъявлено обвинение в убийстве Кеннеди, ответил: «Нет, меня в этом не обвиняли. Мне никто не говорил про это. Впервые я услышал об этом, когда кто-то из репортёров в зале спросил меня об этом». Когда его выводили, ему был задан вопрос: «Как вы повредили свои глаза?». Освальд ответил: «Меня ударил полицейский».

## Допрос в полиции

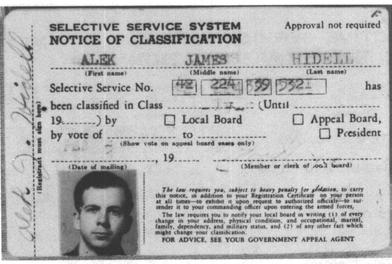
Поддельная карта на имя Алека Джеймса Хайделла, изъятая у Ли Харви Освальда при аресте

Освальда допрашивали несколько раз в течение тех двух дней, пока он находился в Департаменте полиции Далласа. Он отрицал убийство Кеннеди и Типпита, отрицал владение винтовкой, сказал, что две его фотографии с винтовкой и пистолетом в руках были фальшивками, отрицал, что говорил своему коллеге, что хотел ехать в Ирвинг за карнизами, отрицал пронесение длинного тяжёлого пакета на работу в утро убийства. Комиссия Уоррена также отметила, что Освальд отрицал знакомство с А. Д. Хайделлом, а когда ему показали поддельную карту, которая была у него в момент ареста, отказался отвечать на любые вопросы, касающиеся его, сказав: «…у вас есть карта, и вы сами знаете о нём столько же, сколько и я». Комиссия Уоррена отметила, что поддельная карта была выписана на имя «Алек Джеймс Хайделл» (англ. Alek James Hidell).
Во время своего первого допроса в пятницу 22 ноября на вопрос, где он был в момент убийства президента, Освальд ответил агенту ФБР Джеймсу Хости и капитану полиции Далласа Уиллу Фрицу, что он обедал на первом этаже склада, а затем поднялся на второй этаж за кока-колой, где встретился с полицейским. Во время последнего допроса 24 ноября, по данным инспектора Гарри Холмса, Освальда снова спросили, где он был в момент стрельбы. Холмс (присутствовавший на допросе по приглашению капитана Фрица) утверждал, что Освальд ответил, что он работал на верхнем этаже, а после стрельбы спустился вниз, где столкнулся с полицейским.
Освальд несколько раз во время допросов и встреч с журналистами требовал адвоката. Но когда представитель Коллегии адвокатов Далласа встретился с ним в камере в субботу, Освальд отказался от его услуг, заявив, что хочет, чтобы его интересы представлял Джон Абт, главный юрисконсульт Коммунистической партии США, или юрист, связанный с Американским союзом защиты гражданских свобод. Освальд и Рут Пэйн пытались связаться с Абтом по телефону несколько раз в субботу и воскресенье, но Абт уехал на выходные. Освальд также отклонил предложение своего брата Роберта воспользоваться услугами местного адвоката.

## Убийство Освальда

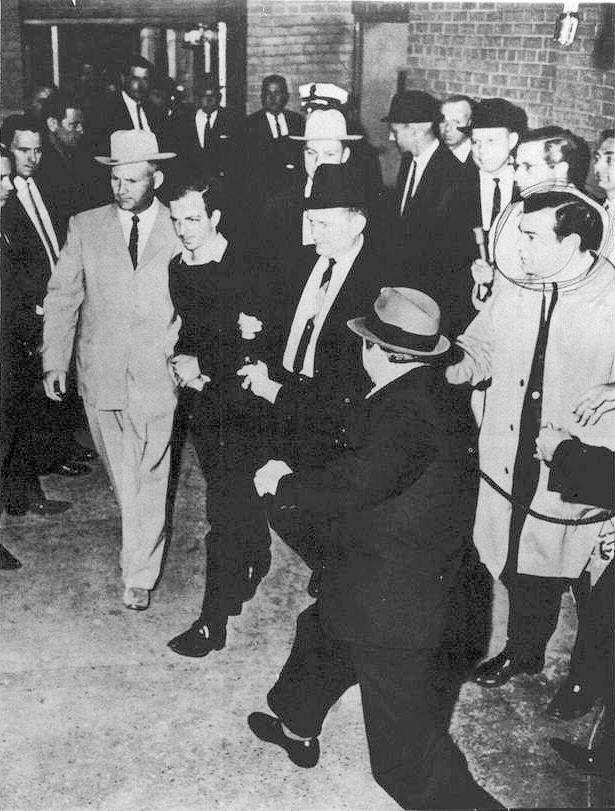
Джек Руби убивает Ли Харви Освальда. Крайний справа — корреспондент телеканала CBS News Айк Паппас (выделен кружком)

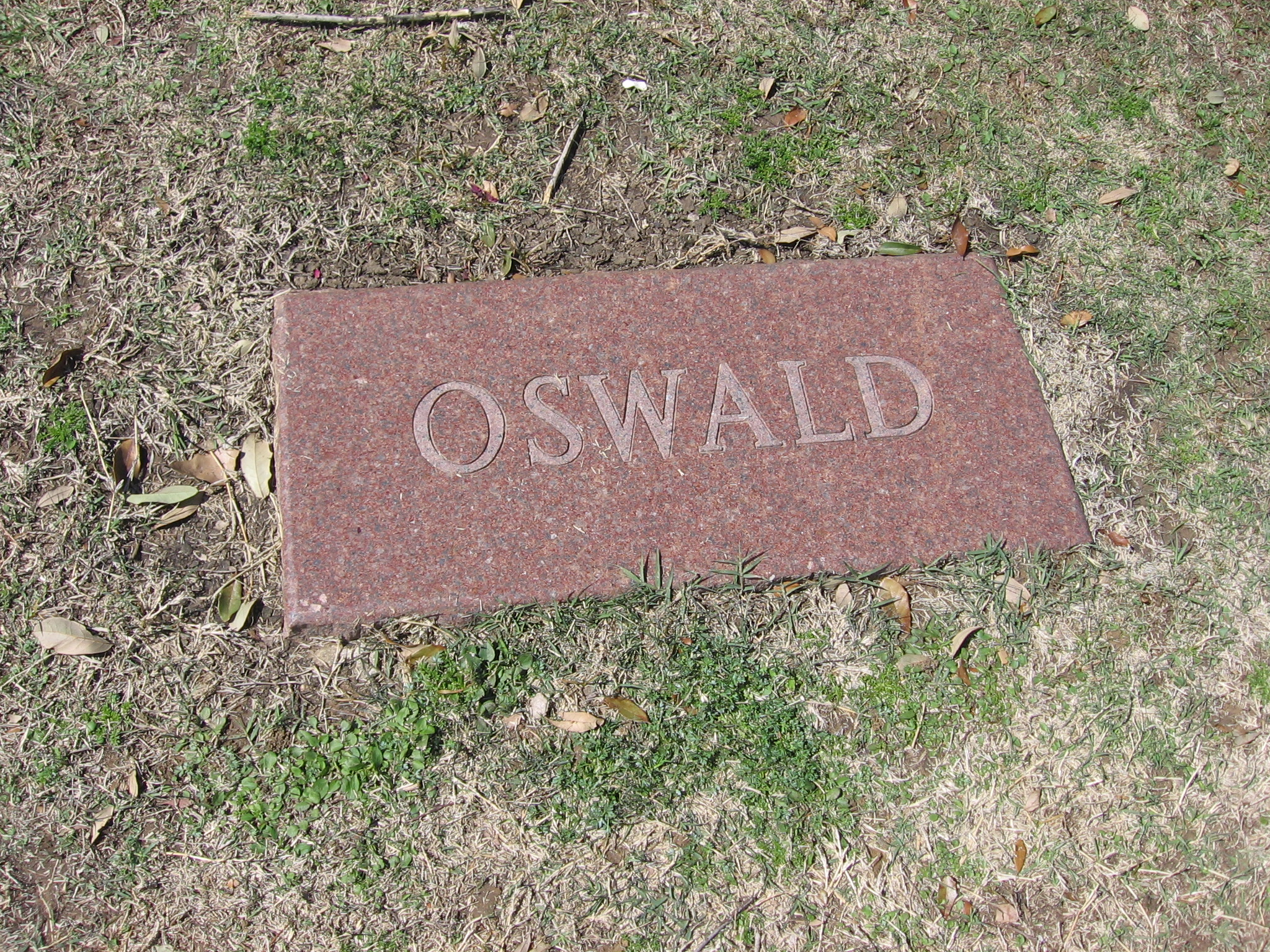
Надгробие на могиле Ли Харви Освальда

В воскресенье, 24 ноября, Освальда вели через подвал полицейского управления Далласа для перевода в окружную тюрьму Далласа. В 11:21 владелец ночного клуба в Далласе Джек Руби вышел из толпы и выстрелил Освальду в живот. Освальд умер в 13:07 всё в той же больнице Далласа «Парклэнд», где двумя днями ранее умер Кеннеди.
Перевод Освальда широко освещался СМИ в прямом эфире, в том числе корреспондентом телеканала CBS News Айком Паппасом; свидетелями произошедшего стали миллионы телезрителей. Это событие также было запечатлено на широко известной фотографии (слева). Руби позже сказал, что он потерял голову от убийства Кеннеди и что его мотивом для убийства Освальда было стремление «…избавить миссис Кеннеди от расстройства, сопряжённого с рассмотрением этого дела в суде» (англ. …saving Mrs. Kennedy the discomfiture of coming back to trial). Существует версия, что действия Руби были частью заговора.
Освальд похоронен на кладбище Форт-Уэрта Роуз Хилл Парк Мемориал. Первоначально установленное на могиле надгробие с указанием полного имени и дат рождения и смерти было в дальнейшем украдено; его заменили гранитной плитой с лаконичной надписью «Освальд» (OSWALD).
В 1981 году его тело было эксгумировано, чтобы убедиться, что останки действительно принадлежат убийце тридцать пятого президента США. После экспертизы Освальд был заново предан земле.
Старый гроб, оставшийся после эксгумации тела Освальда, хранился в похоронном бюро Баумгарднера в городе Форт-Уэрт штат Техас и в 2010 году был продан на аукционе за 87 468$ США.

## Официальные расследования

### Комиссия Уоррена
Комиссия Уоррена, созданная президентом Линдоном Джонсоном для расследования убийства, пришла к выводу, что Освальд действовал в одиночку (эта точка зрения известна, как теория боевика-одиночки). Комиссия не смогла установить мотивы действий Освальда:

Очевидно, что у Освальда была предопределённая враждебность по отношению к окружающей его среде. Ему, кажется, не удалось установить серьёзные отношения с другими людьми. Он был вечно недоволен окружающим его миром. Задолго до убийства он выразил свою ненависть к американскому обществу и действовал в знак протеста против него. Поиски Освальдом того, что он считал идеальным обществом, были обречены с самого начала. Он искал для себя место в истории — роль «великого человека», который был бы признан в своё время. Приверженность к марксизму и коммунизму, как представляется, была ещё одним важным фактором в его мотивации. Он также продемонстрировал способность действовать решительно и без оглядки на последствия, если такие действия будут способствовать достижению сиюминутных целей. Этот и многие другие факторы могли сформировать характер Ли Харви Освальда, и возник человек, способный на убийство президента Кеннеди.
Оригинальный текст (англ.)It is apparent, however, that Oswald was moved by an overriding hostility to his environment. He does not appear to have been able to establish meaningful relationships with other people. He was perpetually discontented with the world around him. Long before the assassination he expressed his hatred for American society and acted in protest against it. Oswald’s search for what he conceived to be the perfect society was doomed from the start. He sought for himself a place in history — a role as the “great man” who would be recognized as having been in advance of his times. His commitment to Marxism and communism appears to have been another important factor in his motivation. He also had demonstrated a capacity to act decisively and without regard to the consequences when such action would further his aims of the moment. Out of these and the many other factors which may have molded the character of Lee Harvey Oswald there emerged a man capable of assassinating President Kennedy.
— Warren Commission Report, Chapter 7: Unanswered Questions
Расследование комиссии было закрыто, но около 3 % материалов до сих пор не обнародованы, что продолжает провоцировать домыслы среди исследователей убийства Кеннеди.

### Рэмси Кларк
В 1968 году Группа Рэмси Кларка изучила различные фотографии, рентгеновские снимки, документы и другие доказательства и пришла к выводу, что Кеннеди был убит двумя пулями сверху и сзади, одна из которых прошла у основания шеи справа, не задев кость, другая, оказавшаяся смертельной, вошла в череп сзади справа.

### Специальный комитет по терроризму
В 1979 году после анализа доказательств и предварительного расследования Специальный комитет по терроризму США пришёл к выводу, что Освальд действовал в одиночку. Однако в конце разбирательства Комитету была представлена аудиозапись звуков, которые якобы были слышны в Дили-плаза до, во время и после выстрелов. После экспертизы Комитет пересмотрел своё решение и сообщил, что есть высокая вероятность того, что в Кеннеди стреляли два киллера и Освальд, вероятно, убит в результате заговора. Хотя Комитет и был не в состоянии идентифицировать другого бандита или масштаб заговора, он сделал ряд дополнительных выводов о вероятности или малой вероятности того, что существуют определённые группы, которые могли быть заинтересованы в устранении Кеннеди.
Достоверность записи была поставлена под сомнение; некоторые вообще не считали эту запись записью убийства. Главный адвокат комитета Г. Роберт Блейк рассказал ABC News в 2003 году, что по меньшей мере 20 человек слышали выстрел с травяного холма и что заговор доказан на основе свидетельских показаний и акустических данных, но в 2004 году он говорил об этом уже с меньшей уверенностью. Полицейский Маклейн, чья запись рации, установленной на его мотоцикле, использовалась в качестве доказательства, неоднократно заявлял, что он ещё не был на Дили-плаза в момент убийства. Маклейн спрашивал: «Если бы это было моё радио на моём мотоцикле, то почему не слышно езды с ускорением и воя моей сирены, когда мы тут же понеслись в больницу?»
В 1982 году группа из двенадцати учёных, назначенных Национальной академией наук (НАН) во главе с Но́рманом Ра́мзеем, сделала вывод, что запись, представленная в Комитет, имела серьёзные недостатки. Впоследствии, в 2001 году, в статье в журнале Science and Justice британского Судебно-медицинского общества, Д. Б. Томас заявил, что в расследовании НАН были недостатки, и сделал вывод с 96,3 процентами уверенности, что по меньшей мере два киллера стреляли по президенту Кеннеди, и что по крайней мере один выстрел был сделан с травяного холма.

## Другие расследования и версии
Многие критики не согласились с результатами работы комиссии Уоррена и предложили ряд других версий: например, что Освальд был в сговоре с другими или не принимал участия вообще, но был подставлен.
Так, на известной фотографии, сделанной во время покушения, в воротах книгохранилища среди зевак виден человек, которого можно принять за Освальда. Официально признано, что это другой сотрудник книгохранилища по фамилии Лавледи, несколько похожий на Освальда лицом.
С 1966 года сравнительным анализом фотокиноматериалов с места покушения на Дж. Кеннеди занимался Ричард Спраг, специалист по информационным технологиям, долгое время сотрудничавший с правоохранительными органами США в качестве эксперта. Он пришёл к выводу, что в убийстве участвовали по крайней мере три стрелка, и ни один из них не находился в комнате, откуда стрелял Освальд по официальной версии.
В октябре 1981 года с согласия Марины могила Освальда была вскрыта для проверки версии, предложенной писателем Майклом Эддоусом: что во время пребывания Освальда в СССР он был заменён на двойника, и именно этот двойник, а не Освальд, убил Кеннеди и похоронен в могиле Освальда, и что на эксгумированых останках, следовательно, нет хирургического шрама, который, как известно, был у Освальда. Тем не менее, сравнение стоматологических снимков Освальда и эксгумированного трупа подтвердило, что похоронен именно Освальд. Шрам также присутствовал.
В 2010 году оригинальный гроб Освальда был продан с аукциона за 87 000 долларов.

## Фотографии на заднем дворе

«Каркано» — винтовка Ли Харви Освальда. Фото из Национального архива США

«Фотография на заднем дворе» (CE-133A): Ли Харви Освальд с винтовкой «Каркано» и марксистскими газетами

«Фотографии на заднем дворе» сделаны Мариной Освальд, предположительно, около 31 марта 1963 года фотоаппаратом Освальда. На одной из них Освальд держит две марксистские газеты The Militant и The Worker и винтовку, пистолет находится в кобуре. После ареста Освальд утверждал, что фотография была подделкой, но в 1964 году Марина в свидетельских показаниях сообщила, что она сделала эту и другие фотографии по желанию Освальда. Позже она это неоднократно подтверждала. Эти фотографии отмечены как CE 133-А и CE 133-B. На CE 133-А Освальд держит винтовку в левой руке и газеты в правой. На фото СЕ 133-B Освальд держит винтовку в правой руке. Мать Освальда сообщила, что на следующий день после убийства она и Марина уничтожили ещё одну фотографию с Освальдом, где он держит винтовку двумя руками над головой; надпись на фотографии гласила: «Моей дочери Джун».
1 апреля 1977 года Специальный комитет по терроризму получил ещё один снимок CE-133-А от вдовы Джорджа де Мореншильда. На обратной стороне было написано на русском языке: «Охотник на фашистов — ха-ха-ха!». Также на лицевой стороне фотографии было написано на английском: «Для моего друга Джорджа, Ли Освальд, 5/IV/63». Экспертиза почерка установила, что надпись на английском языке и подпись сделаны рукой Освальда. После двух фотографий и одного негатива, Комитет Сената по разведке нашёл в 1976 году третью фотографию на заднем дворе (CE 133-C), на которой Освальд стоит с газетами в правой руке.
Эти фотографии, широко известные как одни из самых существенных доказательств против Освальда, были подвергнуты тщательной экспертизе. Эксперты, с которыми консультировался Специальный комитет по терроризму, пришли к выводу, что они были подлинными. Марина Освальд всегда утверждала, что она сама делала эти снимки, и фотография от де Мореншильда с автографом Освальда чётко указывает, что они существовали и до убийства Кеннеди. Тем не менее, некоторые продолжают оспаривать их подлинность, обращая внимание, в частности, на прямой подбородок (на других фотографиях он заострённый) и на наклон тела, как если бы человек на фотографии опирался на стену. Учёный Хани Фарид провёл цифровой анализ фотографий и пришёл к выводу, что фотографии почти наверняка не были изменены.

## Освальд в популярной культуре
- Фильм «Джон Ф. Кеннеди. Выстрелы в Далласе», режиссёр Оливер Стоун — в фильме подробно рассматривается предположительная версия заговора с убийством и последующими событиями. Освальда играет Гэри Олдмен.
- В фильме «Из мира в мир» в одном из параллельных миров Освальд убивает президента Кеннеди.
- Ли Харви Освальд является персонажем манги Наоки Урасавы Billy Bat[англ.]. По сюжету манги он не является убийцей Кеннеди, но позволяет поймать себя, чтобы спасти свидетельницу, которая видела настоящих убийц.
- Сюжет книги Стивена Кинга «11/22/63» посвящён рассказу о попытке главного героя спасти президента Кеннеди от убийства путём предотвращения рокового выстрела Освальда. В 2016 году по роману был снят сериал, роль Ли исполнил Дэниел Уэббер[англ.].
- В телесериале «Тёмные небеса» (Dark Skies) есть эпизод, в котором убийство Кеннеди представлено как операция инопланетян (Освальд контролируется инопланетянами).
- В телесериале «Квантовый скачок» главный герой доктор Сэм Беккет в первой и второй серии пятого сезона перевоплощается в Ли Харви Освальда — человека, подозреваемого в убийстве президента Джона Кеннеди.
- В кинофильме «Цельнометаллическая оболочка» Стэнли Кубрика комендор-сержант Хартман восхищался навыками убийцы Ли Харви Освальда, а также намекнул, что того учили стрелять в морской пехоте.
- В эпизоде из фильма «Солт» говорится, что из СССР в США вместо Ли Харви Освальда вернулся советский разведчик по имени Алек, который и убил Джона Кеннеди.
- Группа «Misfits» написала в 78-м году песню «Bullet» про убийство Кеннеди.
- У группы «Научно-технический рэп» есть песня «Второй принцип» с упоминанием Ли Харви.
- В телесериале «Секретные материалы», 4 сезон, 7 эпизод «Мечты Курильщика» обыгрывается сцена убийства Дж. Кеннеди. По версии сериала, Ли Харви Освальд становится жертвой заговора, на которого просто свалили всю вину, сделав «козлом отпущения». Режиссёр Джеймс Вонг, автор сценария Глен Морган.
- В кинофильме «Блэкмарк» / Blackmark (2018) в роли Освальда — Брайан Иде.
- В телесериале «Кеннеди» (2011) в роли Освальда — Райан Блейкли.
- В манге «Billy Bat» Ли Харви Освальд и ещё трое доппельгангеров участвуют в заговоре по убийстве президента Кеннеди. Настоящий Освальд не совершает убийства, но используется заговорщиками как «козёл отпущения».